# 藏区八大神山
藏区八大神山是：
- 卡瓦格博峰
- 阿尼玛卿山
- 冈仁波齐峰
- 尕朵觉沃
- 墨尔多神山
- 苯日神山
- 雅拉神山（亚拉神山）
- 喜马拉雅山

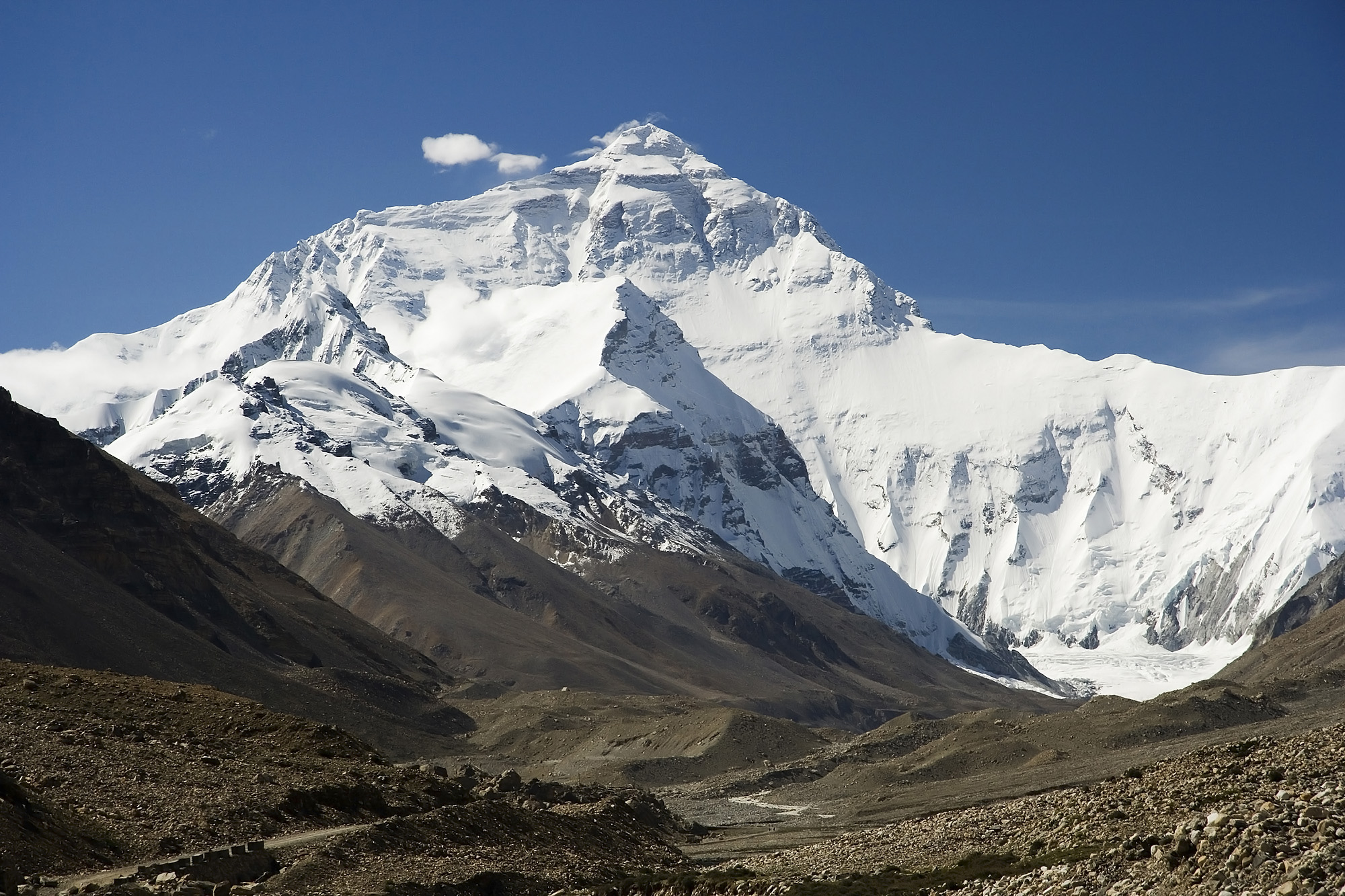
喜马拉雅山脉中的珠穆朗玛峰

其中的卡瓦格博峰被称为八大神山之首，统领其他诸神山，卡瓦格博与阿尼玛卿山、冈仁波齐、尕朵觉沃又称为藏传佛教四大神山。